# SZKOŁA 81
SZKOŁA 81 – czwarty album zespołu Płomień 81. Został wydany 20 marca 2020 roku przez wytwórnie Superelaks i Koka Beats. Stroną muzyczną płyty zajęli się Louis Villain, PSR, Sokos, OER, Rau, Worek, Szwed i Gedz. Gościnnie udzielili się na niej Włodi, Kaczy, Avi, Louis Villain, Kali, Paluch, Kabe, Gedz oraz Hemp Gru.
W marcu 2020 album zadebiutował na pierwszym miejscu oficjalnej listy sprzedaży i uzyskał status złotej płyty.

## Lista utworów[3]
| #  | Tytuł                     | Gościnnie       | Producent     | Czas |
| -- | ------------------------- | --------------- | ------------- | ---- |
| 1  | „Start”                   | -               | Louis Villain | 1:15 |
| 2  | „Szkoła 81”               | Louis Villain   | Louis Villain | 3:50 |
| 3  | „Maradona”                | -               | PSR           | 2:46 |
| 4  | „Discopolo”               | Avi, Włodi      | Sokos         | 3:14 |
| 5  | „20 to już nie 04”        | DJ Flip         | OER           | 3:07 |
| 6  | „Religia”                 | -               | Louis Villain | 3:34 |
| 7  | „Styl”                    | Hemp Gru, Kaczy | Rau           | 4:13 |
| 8  | „Woda taka głęboka”       | Louis Villain   | Rau           | 3:49 |
| 9  | „Powiedz na osiedlu 2020” | Kali, Paluch    | Worek         | 4:36 |
| 10 | „Popiół”                  | Kabe            | Szwed         | 3:59 |
| 11 | „Do widzenia”             | Gedz            | PSR, Gedz     | 3:15 |
| 12 | „Stop”                    | -               | Szwed         | 1:49 |